# Wykaz akt
Wykaz akt – jeden z podstawowych normatywów organizujących pracę biurową (inne to instrukcja kancelaryjna i instrukcja archiwalna); służy do oznaczenia, rejestracji, łączenia i przechowywania akt. 
Jako pomoc w pracy kancelaryjnej (biurowej) zaczęto używać go w początkach XIX w.
- alfabetyczno–rzeczowy wykaz akt, jeden z pierwszych systemów, teczki przechowywane były alfabetycznie.

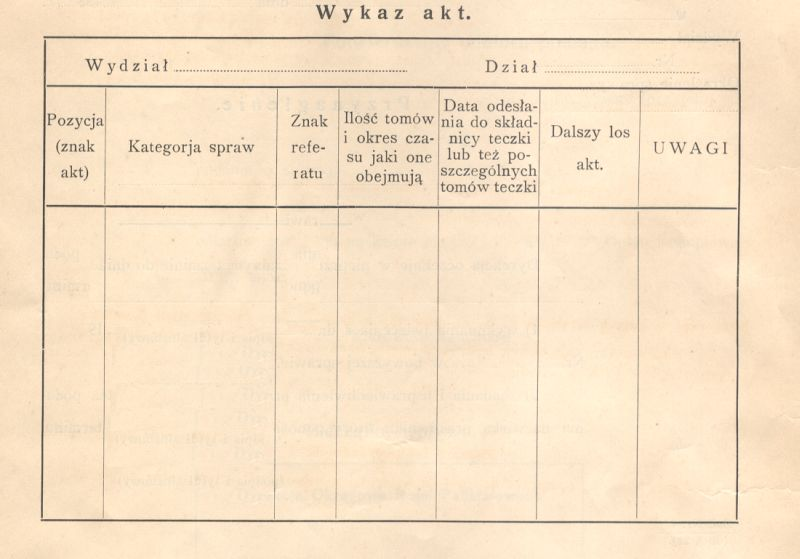
Strukturalny wykaz akt

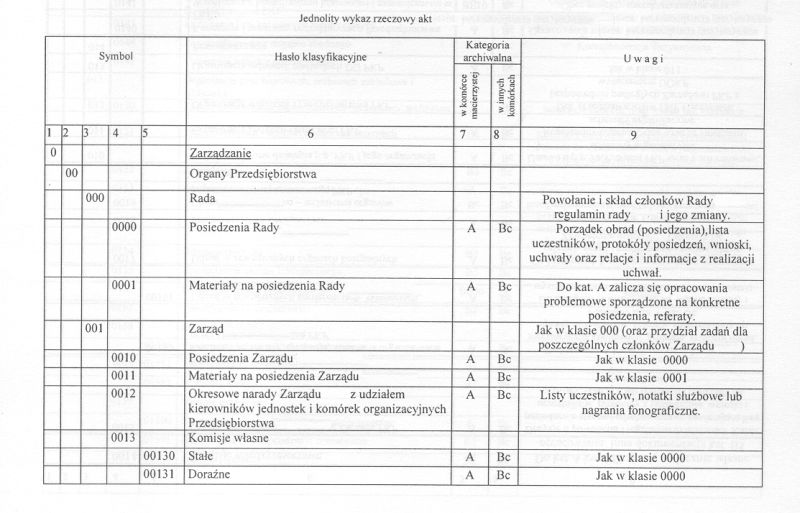
Jednolity rzeczowy wykaz akt

- wykaz akt strukturalnych, polega on na tym, że każda komórka organizacyjna zakładu tworzy na własny użytek odrębny spis dokumentów (akt). W tym obrębie akta ułożone są w zależności od znaczenia. Z wykazami z innych komórek tworzy wykaz akt dla całego zakładu.
- jednolity rzeczowy wykaz akt – obecnie najpowszechniejszy. Jest to druga podstawowa norma regulująca organizację biurowości w danej jednostce organizacyjnej (pierwszą jest instrukcja kancelaryjna, do której stanowi on najczęściej załącznik uzgadniany w podobnym trybie). Stanowi on jednolitą, niezależną od struktury organizacyjnej urzędu lub instytucji, klasyfikację dokumentacji powstającej w toku ich działalności oraz zawiera kwalifikację archiwalną. Obejmuje wszystkie sprawy i zagadnienia z zakresu działalności instytucji, oznaczone w poszczególnych pozycjach symbolami, hasłami i kategorią archiwalną. Wykaz ten służy do oznaczania, rejestracji, łączenia i przechowywania akt. Jest oparty na systemie klasyfikacji dziesiętnej. Dzieli całość wytwarzanej w danej instytucji dokumentacji na maksymalnie 10 grup zasadniczych oznaczonych symbolami od 0 do 9, klasy pierwszego rzędu i kolejnych rzędów dzielą się na dalsze klasy, przy czym ich liczba, w zależności od potrzeb może być mniejsza od 10. Pierwsze 4 klasy pierwszego rzędu wykazu akt obejmują zawsze tylko tzw. akta typowe, tzn. występujące we wszystkich jednostkach organizacyjnych. Klasami tymi są grupy rzeczowe akt obejmujące: 0 – Zarządzanie, 1 – Kadry, 2 – Środki rzeczowe, 3 – Ekonomikę. Każda z klas pierwszego rzędu dzieli się na klasy drugiego rzędu, które obejmują hasła już bardziej szczegółowe, przez dodanie do symbolu klasyfikacyjnego pierwszego rzędu jednej z cyfr od 0-9, tj. 00-99. Tytuły klas pierwszego i drugiego rzędu nie oznaczają jeszcze tytułów teczek, ponieważ byłyby one zbyt ogólne i nieadekwatne do ich treści. Dlatego klasy drugiego rzędu ulegają dalszemu podziałowi, w wyniku czego możemy otrzymać klasy trzeciego rzędu oznaczone symbolami trzycyfrowymi, tj. 000-999, a w ramach klas trzeciego rzędu można, w miarę potrzeby, tworzyć klasy czwartego rzędu oznaczone symbolami czterocyfrowymi, tj. 0000-9999 i klasy dalszych rzędów. Klasy końcowe w poszczególnych jednorodnych tematycznie grupach spraw (hasłach), oznaczone kategorią archiwalną, odpowiadają tematycznym (rzeczowym) teczkom aktowym oznaczonym tym samym znakiem (symbolem) akt, co klasy końcowe w wykazie. Akta tematycznie jednorodne z różnych komórek organizacyjnych instytucji będą posiadały ten sam symbol klasyfikacyjny (cyfrowy) i tytuł teczki, tj. nazwę hasła klasyfikacyjnego według wykazu akt. Wyróżniać je będą symbole literowe, niekiedy cyfrowe, stanowiące oznaczenia nazwy danej komórki organizacyjnej. Dlatego zalecane jest, aby poszczególne komórki urzędu czy innej instytucji sporządziły dla własnych potrzeb szczegółowy wyciąg z wykazu akt, który będzie zawierał tylko odpowiednie symbole i hasła klasyfikacyjne występujące w ich działalności.